# Cutie Q
Cutie Q — аркадная игра, сочетающая в себе элементы пинбола с механикой разбивания блоков сходной с игрой Breakout, разработанная и изданная компанией Namco в 1979 году. Цель игры — набрать как можно больше очков, отбивая мяч от блоков, бамперов и других объектов на игровом поле. Дизайн игры был разработан Сигэру Йокоямой, а графикой занимался Тору Иватани. Это третья и последняя игра в трилогии Gee Bee.
Cutie Q выделяют как первую игру Namco с использованием красочного и милого дизайна персонажей. В дальнейшем использование игровых персонажей оказало большое влияние на следующий проект Иватани — Pac-Man. Название игры было вдохновлено кавером 1968 года группы Creedence Clearwater Revival на песню Susie Q, поклонником которого был Иватани. Чтобы снизить производственные затраты, игра продавалась только в виде комплекта для переоборудования старых игровых автоматов Gee Bee и Bomb Bee.
В 1996 году игра была портирована на игровую систему PlayStation в составе японского сборника Namco Museum Vol. 2, куда также вошла и Bomb Bee, но в международных версиях обе игры были заменены на Super Pac-Man. Позже игра была включена в выпущенный в 2007 году сборник Namco Museum Remix для приставки Wii, а затем в обновлённый сборник Namco Museum Megamix 2010 года. В 2008 году для сервиса Yahoo! Keitai была выпущена версия для мобильных телефонов под названием QTQ. Разрабатывались версии для Sharp X1 и PC-9801, но позже они были отменены.

## Игровой процесс

Скриншот игрового процесса игры в версии для аркадных автоматов. Сверху по бокам экрана находятся «Радужные блоки», по середине сверху — место сбора розовых призраков «Минимон».

Cutie Q — игра на разбивание блоков с элементами пинбола. Игрок управляет двумя ракетками в нижней половине экрана, которые движутся синхронно по горизонтали. Цель игры — набрать как можно больше очков, отбивая мяч об объекты на игровом поле, среди которых формации разноцветных «Радужных блоков», розовые призраки под названием «Минимон», замедляющие движение мяча вращающиеся элементы и маленькие жёлтые существа «Уолкмены». Уолкмены появляются при полном разрушении формации блоков.
В центре экрана находятся символы с грустными лицами, и прикосновение к ним мяча приводит их к «счастливому» виду. Когда все символы в ряду находятся в «счастливом» состоянии, множитель очков увеличивается. При касании каждого из буквенных символов, расположенных по обеим сторонам экрана, или при столкновении мяча с зелёными блоками, расположенными в нижней части экрана, начисляется дополнительный мяч. Когда мячик касается нижней ракетки, все полностью убранные формации блоков восстанавливаются и количество Минимонов на экране увеличивается.

## Разработка и выпуск
Игра Cutie Q была разработана компанией Namco и выпущена в ноябре 1979 года, после выхода игры Galaxian. Игровой дизайн был разработан Сигэру Йокоямой, который ранее занимался игрой Galaga, а Тору Иватани нарисовал ряд спрайтов. Это третья игра в трилогии Gee Bee, и, как и её предшественники, она стала результатом компромисса программистов с компанией Namco, которая не была заинтересована в создании пинбольных автоматов. Её назвали первой «игрой с персонажами» Namco за использование милых, красочных персонажей — дизайнерский ход, который оказал большое влияние на следующую работу Иватани, Pac-Man. Название игры было вдохновлено кавером 1968 года группы Creedence Clearwater Revival на песню Susie Q, поклонником которого был Иватани. Чтобы снизить производственные затраты, игра продавалась только в виде комплекта для переоборудования старых игровых автоматов Gee Bee и Bomb Bee.
В 1987 году компанией Dempa разрабатывался порт игры Cutie Q и её предшественницы Bomb Bee для компьютера Sharp X1. Dempa сотрудничала с Namco над переносом многих аркадных игр компании на японские домашние компьютеры. Программированием занимался Микито Исикава, который был очарован исходным кодом аркадной версии. Игра была отменена из-за предстоящего появления более мощных игровых приставок, в частности Sega Mega Drive. При этом в компании Dempa считали, что Исикава предложил перенос игры в шутку. В середине 1990-х годов Исикава разработал второй порт для PC-9801; сделка с Namco была почти завершена, однако игра снова была отменена, поскольку компания вместо этого перенесла её на PlayStation в сборнике Namco Museum Vol. 2.
В 1996 году Cutie Q была портирована на PlayStation в составе японского издания сборника Namco Museum Vol. 2, которое также включало в себя её предшественницу Bomb Bee в качестве дополнительного разблокируемого дополнения. В международных изданиях обе игры были заменены на Super Pac-Man. В Японии также был выпущен ограниченный коллекционный бокс, в который входила игра с контроллером и реплики рекламных материалов для игр. Позже игра была включена в выпущенный в 2007 году сборник Namco Museum Remix для приставки Wii, а затем в обновлённый сборник Namco Museum Megamix 2010 года. 1 сентября 2008 года для сервиса Yahoo! Keitai была выпущена версия для мобильных телефонов под названием QTQ.

## Приём и наследие
В своём обзоре Namco Museum Vol. 2 издание Computer & Video Games назвало игру «блестяще захватывающей» за сочетание игрового процесса Breakout и пинбольных столов, а также за включение в неё «аутентичного» paddle-манипулятора. В ретроспективе Эрл Грин из Allgame отметил важность игры для создания Pac-Man с её красочным дизайном персонажей. Кристан Рид из Eurogamer был более негативен, назвав игру «мусором» в своём обзоре Namco Museum Remix, отметив, что хотя игра интересна своей исторической ценностью, он считает, что игроки сыграют в неё всего несколько минут, прежде чем им станет скучно.
Почти через десять лет после выхода Cutie Q, в 1987 году Namco выпустила похожую игру на разрушение блоков, Quester, в попытке конкурировать с Arkanoid от Taito, а Иватани был продюсером проекта. Хотя игра не имеет прямого отношения к трилогии Gee Bee, 26-й этап был оформлен в честь «радужных блоков» из Cutie Q. В 2009 году эта игра была портирована на японскую Wii Virtual Console и переименована в Namco Quester.